# Edwin Foster Coddington
Edwin Foster Coddington (Contea di Miami, 24 giugno 1870 – Columbus, 21 dicembre 1950) è stato un astronomo statunitense.
| 439 Ohio     | 13 ottobre 1898 |
| 440 Theodora | 13 ottobre 1898 |
| 445 Edna     | 2 ottobre 1899  |

Laureatosi in astronomia all'Università statale dell'Ohio nel 1897, ottenne il dottorato in fisica nel 1901 all'Università di Berlino.
Dopo un primo impiego all'Osservatorio Lick, divenne assistente di matematica e poi professore di meccanica all'Università statale dell'Ohio.
Il Minor Planet Center gli accredita la scoperta di tre asteroidi, effettuate tra il 1898 e il 1899. Ha inoltre scoperto la cometa C/1898 L1 Coddington-Pauly e la galassia IC 2574 detta anche Nebulosa di Coddington.